# روبرت لي روي ليفينغستون
روبرت لي روي ليفينغستون (بالإنجليزية: Robert Le Roy Livingston)‏ هو سياسي أمريكي، ولد في 1778 في كليفراك في الولايات المتحدة، وتوفي في 1836. حزبياً، نشط في الحزب الفيدرالي الأمريكي. وقد انتخب عضو مجلس النواب الأمريكي.